# Peter Marti (Bauingenieur)

Peter Marti (2008)

Peter Marti (* 22. Juli 1949) ist ein Schweizer Bauingenieur. Er war von 1990 bis 2014 Professor für Baustatik und Konstruktion an der ETH Zürich.

## Leben
Peter Marti wuchs als Sohn einer Baumeister-Familie im Schweizer Bergkanton Glarus auf. Nach dem Diplomabschluss als Bauingenieur an der ETH Zürich führte er als wissenschaftlicher Mitarbeiter von Bruno Thürlimann eine Reihe von Großversuchen an Stahlbeton- und Spannbetonplatten durch und promovierte im Jahr 1980 mit einer Arbeit über die Anwendung der Plastizitätstheorie auf Stahlbeton. Anschließend war er bis 1982 weiter als Forschungsingenieur und Lehrbeauftragter an der ETH Zürich tätig.
Die Jahre von 1982 bis 1987 verbrachte er als Associate Professor of Structural Engineering und Manager der Structural Research Laboratories an der University of Toronto.
Nach seiner Rückkehr in die Schweiz war er von 1987 bis 1990 Direktor der Firma VSL International und Chief Technical Officer der VSL-Gruppe, welche auf dem Gebiet der Vorspanntechnik tätig ist. Im Oktober 1990 wurde Peter Marti als Ordentlicher Professor für Baustatik und Konstruktion an die ETH Zürich berufen, wo er am 31. Juli 2014, nach 24 Jahren Tätigkeit emeritiert wurde.

## Wirken
Schwerpunkte seiner Forschung an der University of Toronto waren Fragen zum Verhalten von Platten- und Schalenelementen aus Stahlbeton und Spannbeton unter beliebigen kombinierten Beanspruchungen. Um die dafür entwickelten theoretischen Modelle experimentell validieren zu können, entwickelte er eine damals weltweit einzigartige Versuchsanlage, den „Shell Element Tester“.
In den Jahren als ordentlicher Professor an der ETH Zürich war er für rund ein Dutzend verschiedene Vorlesungen verantwortlich und widmete sich mit über 30 Doktoranden einem breiten Spektrum von Forschungsthemen aus dem Massiv- und Brückenbau. Auch wirkte er aktiv in zahlreichen Hochschulgremien mit. So war er unter anderem Vorsteher des Instituts für Baustatik und Konstruktion, Präsident der Konferenz der Dozenten der ETH, Vorsteher des Departements Bau, Umwelt und Geomatik und Delegierter des Präsidenten der ETH für Professorenwahlen.
Im Jahr 1995 gründete er die Gesellschaft für Ingenieurbaukunst, die er von 1995 bis 2007 präsidierte und deren Ehrenpräsident er heute ist. Zudem war er in verschiedenen Berufsverbänden tätig, führte das Normierungsprojekt „Swisscodes“ als Vorsitzender und betreute als beratender Ingenieur, Gutachter und Jurymitglied für Wettbewerbe unzählige anspruchsvolle Vorhaben des Hoch-, Brücken- und Tunnelbaus.
Ausserdem verfasste er ein umfassendes Werk über die Baustatik, das 2012 in Deutsch bzw. 2013 in Englisch erschien.

## Ehrungen
Im Jahr 2012 wurde ihm die „goldenen Eule“ verliehen, eine Auszeichnung der Studierenden der ETH für besonders engagierte Lehrpersonen, die eine exzellente Lehre bieten. Im Jahr 2019 erhielt er von der fédération internationale du béton (fib) die Medal of Merit.

## Publikationen (Auswahl)
- Baustatik. 2014, Ernst W. + Sohn Verlag, ISBN 978-3-433-03093-6